# NGC 3577
NGC 3577 é uma galáxia espiral barrada (SBa) localizada na direcção da constelação de Ursa Major. Possui uma declinação de +48° 16' 24" e uma ascensão recta de 11 horas, 13 minutos e 44,8 segundos.
A galáxia NGC 3577 foi descoberta em 1 de Abril de 1788 por William Herschel.